# Tú sí que vales (Italia) (terza edizione)
La terza edizione del talent show Tú sí que vales è andata in onda ogni sabato in prima serata su Canale 5 dal 24 settembre al 26 novembre 2016 per nove puntate.
I presentatori di questa edizione sono stati Belén Rodríguez e Simone Rugiati. La giuria è formata da Maria De Filippi, Gerry Scotti, Rudy Zerbi e Teo Mammucari, mentre nella giuria popolare c'è Mara Venier. Le registrazioni si sono svolte sempre presso lo studio 8 del Centro Titanus Elios di Roma.
L'edizione è stata vinta da Edson D'Alessandro, che si è aggiudicato il montepremi di 100000 €.

## La giuria popolare
La giuria popolare si aggiunge ai voti dei quattro giurati e può anche ribaltare un eventuale voto negativo da parte dei giudici se viene raggiunto un 100% positivo. Il giudice popolare ha un potere inferiore rispetto agli altri giudici, infatti può allungare le esibizioni, ma non può bloccarle. A capo della giuria popolare la confermatissima Mara Venier.

## Novità
In questa terza edizione del programma ci sono quattro importanti novità:
- L'avvicendamento alla conduzione, che vede uscire di scena Francesco Sole, sostituito dallo chef e conduttore televisivo Simone Rugiati.
- Il passaggio da tre a quattro giudici: infatti, al trio classico, si aggiunge Teo Mammucari.
- Ora se un concorrente ottiene il pieno consenso dei giurati e il 100% positivo dalla giuria popolare, i quattro giudici dovranno decidere se il concorrente potrà andare direttamente in finale: se anche solo uno dei giudici non dovesse essere d'accordo, ciò non potrà avvenire; il concorrente avrà comunque la possibilità di raggiungere la finale normalmente con gli altri concorrenti.
- Quest'anno Tù sì que vales ha una partnership con Costa Crociere: questa manda ad esibirsi alcuni passeggeri che hanno vinto i talent a bordo delle navi della flotta; inoltre il premio per il vincitore di questa edizione del programma, oltre ai 100000 €, è una crociera di 106 giorni a bordo di una nave della compagnia.

## Audizioni
In questa sezione sono riportati i nomi dei concorrenti che durante le audizioni hanno superato il turno.

### Prima puntata
La prima puntata è andata in onda il 24 settembre 2016.
| Nome artista                              | Genere                       | Voto dei giudici | Voto della giuria popolare |
| ----------------------------------------- | ---------------------------- | ---------------- | -------------------------- |
| Bert & Fred                               | Circensi comici              | 4 vale           | 83% positivo               |
| Roberto Mariani e Deborah Furlan          | Acrobati con le moto d'acqua | 4 vale           | 98% positivo               |
| Edson D'Alessandro                        | Cantante                     | 4 vale           | 100% positivo              |
| Band Artistique                           | Comici                       | 4 vale           | 96% positivo               |
| Dudù                                      | Ballerino                    | 3 vale           | 80% positivo               |
| Team Stama                                | Atleti di arti marziali      | 4 vale           | 94% positivo               |
| Patrick Bertoletti                        | Mangiatore professionista    | 3 vale           | 84% positivo               |
| Marco Motta                               | Ginnasta                     | 4 vale           | 98% positivo               |
| Vanni De Luca                             | Mentalista                   | 4 vale           | 96% positivo               |
| No Funny Stuff                            | Band Dixie                   | 4 vale           | 96% positivo               |
| Tazio il Biondo                           | Strongman                    | 4 vale           | 88% positivo               |
| Luca D'Amato                              | Ballerino                    | 4 vale           | 79% positivo               |
| Super Biliardino                          | Giocatori di calcio balilla  | 4 vale           | 54% negativo               |
| Adem                                      | Contorsionisti e performers  | 4 vale           | 98% positivo               |
| Gilet & Salopet                           | Comici                       | 4 vale           | 94% positivo               |
| Team Manta Ray, Tortellini, Barone Sdozzo | Associazione di divertimento | 4 vale           | 51% positivo               |
| Four Energy Heroes                        | Teatrino con disabili        | 4 vale           | 90% positivo               |
| Rodrigo & Solène                          | Acrobati                     | 4 vale           | 98% positivo               |
| Elisa Parisi                              | Ginnasta                     | 4 vale           | 85% positivo               |
| Nathan Shields                            | Cuoco                        | 4 vale           | 97% positivo               |

- In questa puntata si qualifica il primo finalista: infatti Edson D'Alessandro, cantante, ottiene il pieno consenso della giuria e il 100% positivo dalla giuria popolare.

### Seconda puntata
La seconda puntata è andata in onda il 1º ottobre 2016.
| Nome artista              | Genere                      | Voto dei giudici | Voto della giuria popolare |
| ------------------------- | --------------------------- | ---------------- | -------------------------- |
| Ass-Dur                   | Pianisti e comici           | 4 vale           | 98% positivo               |
| Francesco Mazza           | Vola con dei palloncini     | 4 vale           | 98% positivo               |
| William Close             | Musicista                   | 4 vale           | 96% positivo               |
| Emilie Mangiaracina       | Cantante                    | 3 vale           | 93% positivo               |
| Eduardo & Oriol           | Clown                       | 4 vale           | 58% positivo               |
| Massimiliano Sechi        | Monologhista disabile       | 4 vale           | 96% positivo               |
| Guslandi & Degli Agostini | Pattinatori                 | 4 vale           | 98% positivo               |
| Cristian Benvenuto        | Cuoco                       | 4 vale           | 71% positivo               |
| Jon Young                 | Pole dancer                 | 4 vale           | 91% positivo               |
| Christian e Davide Medini | Atleti di mano a mano       | 4 vale           | 98% positivo               |
| Tesla FX                  | Performer con l'elettricità | 4 vale           | 100% positivo              |
| Daniele Panini            | Ballerino                   | 4 vale           | 70% positivo               |
| Duo Tux                   | Acrobati                    | 4 vale           | 81% positivo               |
| Lorenzo Fabbri            | Fisarmonicista              | 4 vale           | 80% positivo               |
| Ondadurto Teatro          | Attori teatrali             | 4 vale           | 67% negativo               |
| Genny Mirtillo            | Spogliarellista e fachira   | 4 vale           | 64% negativo               |
| Donet Collazo             | Acrobata                    | 4 vale           | 96% positivo               |
| Good Question             | Ballerini con tapis-roulant | 4 vale           | 78% positivo               |
| Cripton                   | Mago                        | 4 vale           | 92% positivo               |
| Melvin & Sidney           | Acrobati                    | 4 vale           | 100% positivo              |
| 7-8 chili                 | Illusionisti informatici    | 4 vale           | 53% negativo               |
| Check This Out            | Crew                        | 4 vale           | 87% positivo               |

- Anche in questa puntata ci sono due esibizioni con il consenso totale della giuria popolare e con 4 "vale" da parte dei giudici: Tesla FX, ragazzo che gioca con le bobine di Tesla, che vola dritto in finale, e Melvin & Sidney, acrobati, che però non riescono ad accedere direttamente alla finalissima: Teo Mammucari, infatti, nega il suo consenso.

### Terza puntata
La terza puntata è andata in onda l'8 ottobre 2016.
| Nome artista                   | Genere                   | Voto dei giudici | Voto della giuria popolare |
| ------------------------------ | ------------------------ | ---------------- | -------------------------- |
| Lukas Huber                    | Equilibrista e acrobata  | 4 vale           | 98% positivo               |
| Antonino Quattrocchi           | Comico e performer       | 2 vale           | 56% positivo               |
| Daboot Italian Crew            | Motociclisti acrobati    | 4 vale           | 98% positivo               |
| James More                     | Mago                     | 4 vale           | 93% positivo               |
| Emy Vauthy                     | Ginnasta con l'hula-hoop | 4 vale           | 100% positivo              |
| Matteo Galbusera               | Comico                   | 4 vale           | 92% positivo               |
| Throwings                      | Acrobati                 | 4 vale           | 100% positivo              |
| Carlo D'Alatri                 | Cantante comico          | 4 vale           | 67% positivo               |
| Binicio Caputo                 | Ballerino                | 2 vale           | 56% positivo               |
| Duo Silver Stones              | Acrobati                 | 4 vale           | 92% positivo               |
| Palmino Slongo                 | Ballerino                | 3 vale           | 87% positivo               |
| Manuel e Michela Renzi         | Cuochi                   | 4 vale           | 71% positivo               |
| Ivan Trimarchi e Khimey Ferias | Ballerini                | 4 vale           | 96% positivo               |
| Free Family                    | Crew                     | 4 vale           | 94% positivo               |
| Duo Baldo                      | Musicisti e comici       | 4 vale           | 88% positivo               |
| Arthur Cadre                   | Contorsionista           | 4 vale           | 98% positivo               |
| Unico Speranza                 | Cantante                 | 3 vale           | 94% positivo               |
| Daniele Ronda                  | Cantante                 | 4 vale           | 92% positivo               |
| Jimmy Gonzalez                 | Giocoliere e ballerino   | 4 vale           | 96% positivo               |

- In questa puntata ci sono altre due esibizioni con il 100% positivo dalla giuria popolare e i 4 vale dei giudici, ma solo Emy Vauthy, ginnasta con l'hula hoop, raggiunge direttamente la finale: i Throwings, acrobati, invece non ce la fanno: Maria de Filippi e Rudy Zerbi negano il loro consenso.
- In questa puntata c'è anche una sfida: infatti i giudici e il pubblico hanno dovuto decidere chi tra il Duo Polonsky e il Duo Silver Stones, entrambi acrobati, prosegua nella competizione: l'ha ampiamente spuntata il Duo Silver Stones, con il 92% delle preferenze della giuria popolare e tutti e 4 i voti dei giudici.

### Quarta puntata
La quarta puntata è andata in onda il 15 ottobre 2016.
| Nome artista               | Genere                     | Voto dei giudici | Voto della giuria popolare |
| -------------------------- | -------------------------- | ---------------- | -------------------------- |
| Josè Ramos                 | Giocoliere                 | 4 vale           | 100% positivo              |
| Darcy Oaks                 | Escapologo                 | 4 vale           | 86% positivo               |
| Ezio Genna                 | Cantante in falsetto       | 4 vale           | 98% positivo               |
| The Bunheads               | Ballerine comiche          | 4 vale           | 53% positivo               |
| S.I.O.                     | Orchestra                  | 4 vale           | 100% positivo              |
| Soto                       | Rompe noci con il sedere   | 3 vale           | 92% negativo               |
| Marco Gunnella             | Bootcamper                 | 4 vale           | 64% positivo               |
| Luca Liberini              | Cantante                   | 4 vale           | 100% positivo              |
| Riccardo Mondaini          | Parla al contrario         | 4 vale           | 89% positivo               |
| Irene la Maga              | Maga                       | 4 vale           | 73% positivo               |
| Daniele Marcori            | Comico                     | 4 vale           | 67% positivo               |
| Moi et les Autres          | Acrobati                   | 4 vale           | 98% positivo               |
| Mattatoio Sospeso          | Acrobati                   | 4 vale           | 94% positivo               |
| Dina & Sauro               | Performers                 | 4 vale           | 54% negativo               |
| Silvio Mazziotti di Celsio | Comico                     | 3 vale           | 97% negativo               |
| Duo Masawa                 | Atleti di mano a mano      | 4 vale           | 83% positivo               |
| Ambrogio Cioffi            | Ballerino                  | 4 vale           | 98% positivo               |
| Robert Choinka             | Ginnasta e spogliarellista | 4 vale           | 74% positivo               |
| Jacopo Tealdi              | Teatrino con le mani       | 3 vale           | 81% positivo               |
| Saulo Sarmiento            | Pole dancer                | 4 vale           | 100% positivo              |
| Vincenzo Bles              | Rapper                     | 3 vale           | 84% positivo               |
| Caterina Crepax            | Stilista                   | 4 vale           | 77% positivo               |
| Massimiliano Sciuto        | Meditatore                 | 4 vale           | 86% positivo               |
| Tap Corps                  | Ballerini di tip tap       | 4 vale           | 95% positivo               |

- In questa puntata altri due concorrenti volano dritto in finale: Josè Ramos, giocoliere, e Saulo Sarmiento, acrobata. Invece S.I.O., orchestra, e Luca Liberini, cantante, pur avendo il pieno consenso decidono di non sfruttare il vantaggio e di proseguire la gara con gli altri.
- C'è un'altra sfida, come nella puntata precedente: stavolta si sono confrontati i due rapper Vincenzo Bles e Masterman; la spunta Bles con il 84% di consenso della giuria popolare e i tre voti di Maria De Filippi, Gerry Scotti e Rudy Zerbi.
- In questa puntata, inoltre, c'è la prima sfida della Scuderia Scotti: Antonino "Leone" Quattrocchi contro Palmino Slongo. Il giudice, da cui prende il nome la gara, decide di far avanzare nella competizione il ballerino Palmino.

### Quinta puntata
La quinta puntata è andata in onda il 22 ottobre 2016.
| Nome artista                | Genere                       | Voto dei giudici | Voto della giuria popolare |
| --------------------------- | ---------------------------- | ---------------- | -------------------------- |
| Umberto Carpani             | Mago                         | 4 vale           | 54% positivo               |
| Fabrizio Pisu               | Dice scioglilingua           | 4 vale           | 98% positivo               |
| Team Vertical Fly Lazio     | Paracadutisti                | 4 vale           | 98% positivo               |
| Benjamin Beneventi          | Giocoliere comico            | 4 vale           | 92% positivo               |
| Mario Gaggiano              | Imitatore di Renato Zero     | 4 vale           | 96% positivo               |
| Patisso, Giovannoni & Murgo | Saltano sul tappeto elastico | 4 vale           | 100% positivo              |
| Jonathan Goodwin            | Escapologo                   | 4 vale           | 90% positivo               |
| Michele di Toro             | Pianista                     | 4 vale           | 96% positivo               |
| Fair Play Crew              | Mimi                         | 4 vale           | 100% positivo              |
| Niccolò Nardelli            | Manipolatore dinamico        | 4 vale           | 98% positivo               |
| Blackawks & Bullfrog        | Pilotano droni               | 4 vale           | 96% positivo               |
| Le Spice                    | Imitatrici delle Spice Girls | 4 vale           | 54% negativo               |
| Pavel Stankevich            | Ginnasta                     | 4 vale           | 98% positivo               |
| Noccio                      | Break-dancer                 | 2 vale           | 77% positivo               |
| Layne, Barefoot & Renaud    | Acrobati con il cerchio      | 4 vale           | 91% positivo               |
| J-Ropes                     | Saltano la corda             | 4 vale           | 96% positivo               |
| Giuseppe Brancato           | Monologhista                 | 4 vale           | 76% positivo               |
| Katsumi Sakakura            | Illusionista informatico     | 4 vale           | 56% positivo               |
| Komos                       | Coro maschile                | 4 vale           | 80% positivo               |
| Dan Meyer                   | Fachiro                      | 3 vale           | 82% positivo               |

- In questa puntata vanno in finale il gruppo Patisso, Giovannoni & Murgo, che saltano sul tappeto elastico; Invece i Fair Play Crew, mimi, non ce la fanno: Maria De Filippi e Rudy Zerbi negano il loro consenso.
- C'è un'altra sfida, stavolta tra i due break-dancers Noccio e Elia: la spunta Noccio, con i 2 voti di Maria De Filippi e di Gerry Scotti e con il 77% di preferenze della giuria popolare.

### Sesta puntata
La sesta puntata è andata in onda il 29 ottobre 2016.
| Nome artista             | Genere                   | Voto dei giudici | Voto della giuria popolare |
| ------------------------ | ------------------------ | ---------------- | -------------------------- |
| Doble Mandoble           | Illusionisti             | 4 vale           | 92% positivo               |
| The Bootle's             | Band                     | 4 vale           | 98% positivo               |
| Enzo Weyne               | Mago                     | 4 vale           | 76% positivo               |
| Emanuele Gregoris        | Cantante                 | 2 vale           | 62% positivo               |
| Marcantoni & Wilson      | Acrobati e equilibristi  | 4 vale           | 92% positivo               |
| Ion Balica               | Break-dancer             | 4 vale           | 86% positivo               |
| Ciclopalla               | Calciatori con le bici   | 4 vale           | 94% positivo               |
| Rialcris                 | Atleti di mano a mano    | 4 vale           | 100% positivo              |
| Tamayo Hatanaka          | Ventriloqua              | 4 vale           | 82% positivo               |
| Benji & Flavio           | Hoverboarders            | 4 vale           | 94% positivo               |
| I 2 bomber del freestyle | Freestylers con la palla | 4 vale           | 96% positivo               |
| Team Turbolenza          | Skydivers                | 4 vale           | 100% positivo              |
| Jérôme Sordillon         | Ginnasta                 | 4 vale           | 94% positivo               |
| Cheope                   | Cantante                 | 3 vale           | 83% positivo               |
| Proietti & Botti         | Ballerini                | 4 vale           | 91% positivo               |
| Giacomo Bizzarri         | Cuoco                    | 4 vale           | 90% positivo               |
| Alfredo di Gino Puccetti | Inventore per disabili   | 4 vale           | 98% positivo               |
| T J Wheels               | Giocoliere sui pattini   | 4 vale           | 96% positivo               |
| Boniolo & Cataldi        | Comici                   | 3 vale           | 84% negativo               |
| Lucariello               | Rapper                   | 4 vale           | 66% positivo               |
| Quattrobar               | Ginnasti                 | 4 vale           | 98% positivo               |
| Alessandro Zecchino      | Museo itinerante         | 4 vale           | 73% positivo               |
| Silvia Pavone            | Illusionista informatica | 4 vale           | 76% positivo               |

- In questa puntata vanno in finale i Rialcris, atleti di mano a mano, e il Team Turbolenza, che volano con la tuta alare.
- C'è un'altra sfida: si sono confrontati i Borotalko, ballerini comici, e Tamayo Hatanaka, ventriloqua; vince Tamayo, con i 4 voti dei giudici e l'82% delle preferenze della giuria popolare.

### Settima puntata
La settima puntata è andata in onda il 5 novembre 2016.
| Nome artista                  | Genere          | Voto dei giudici | Voto della giuria popolare |
| ----------------------------- | --------------- | ---------------- | -------------------------- |
| Mr. Axx                       | Stuntmen        | 4 vale           | 90% positivo               |
| The Passing Zone              | Performers      | 3 vale           | 86% positivo               |
| Alessandro Politi             | Mago            | 4 vale           | 92% positivo               |
| Jason Enygma                  | Escapologo      | 4 vale           | 96% positivo               |
| 3Chef                         | Mimi            | 4 vale           | 60% positivo               |
| Harmony Trio                  | Pianiste        | 4 vale           | 100% positivo              |
| Pietro Bacosi                 | Cantante        | 2 vale           | 58% positivo               |
| Veronica Gonzalez             | Burattinaia     | 4 vale           | 94% positivo               |
| Hakala & Ivanow               | Acrobati        | 4 vale           | 98% positivo               |
| Cirque Eloize                 | Circensi        | 4 vale           | 100% positivo              |
| Biogroove                     | Musicisti       | 4 vale           | 74% positivo               |
| Viktor Kee                    | Giocoliere      | 4 vale           | 96% positivo               |
| Giorgio Iacono                | Cantante        | 2 vale           | 100% positivo              |
| Link Bink                     | Ballerino       | 4 vale           | 84% positivo               |
| Team Forever                  | Cosplayers      | 3 vale           | 92% negativo               |
| Angela Nobile                 | Cantante        | 3 vale           | 92% positivo               |
| Kiki & Pascal                 | Attori teatrali | 3 vale           | 98% negativo               |
| Enrico Lenzin                 | Musicista       | 4 vale           | 81% positivo               |
| Lattanzi Antinori & Diaferia  | Inventori       | 4 vale           | 82% positivo               |
| Bandits                       | Crew            | 4 vale           | 90% positivo               |
| Christian e i Ragazzi del 118 | Volontari       | 4 vale           | 77% positivo               |

- In questa puntata vanno in finale Harmony Trio, giovani pianiste, e Cirque Eloize, circensi.

### Ottava puntata
L'ottava puntata è andata in onda il 19 novembre 2016.
| Nome artista         | Genere                  | Voto dei giudici | Voto della giuria popolare |
| -------------------- | ----------------------- | ---------------- | -------------------------- |
| Michael Trautman     | Mago comico             | 4 vale           | 87% positivo               |
| David Blank          | Cantante                | 4 vale           | 98% positivo               |
| Pinto & Weaver       | Atleti di arti marziali | 4 vale           | 93% positivo               |
| Innocenzo Anatriello | Cantante                | 3 vale           | 89% negativo               |
| Marco di Biase       | Comico                  | 4 vale           | 93% positivo               |
| Valo & Bobby         | Acrobati                | 4 vale           | 87% positivo               |
| I Super Papà         | Ballerini               | 4 vale           | 100% positivo              |
| Marco Gunnella       | Bootcamper              | 2 vale           | 76% positivo               |
| Enzo di Liberto      | Rumorista               | 4 vale           | 98% positivo               |
| Lucaroni & Tarlazzi  | Pattinatori             | 4 vale           | 98% positivo               |
| Sanpa Singers        | Coro                    | 4 vale           | 98% positivo               |
| Unexpected Orchestra | Musicista               | 4 vale           | 54% positivo               |
| Dek.Ru               | Mimi                    | 4 vale           | 83% positivo               |
| Tiziano di Natale    | Ballerino comico        | 2 vale           | 73% positivo               |
| Paco Cao             | Concorso tra quadri     | 4 vale           | 64% positivo               |

- In questa puntata vanno in finale I Super Papà, padri che ballano con le loro figlie.
- C'è un'altra sfida: si confrontano i bootcamper Simone Piave e Marco Gunnella (già esibitosi nella quarta puntata); la spunta Gunnella, con i voti di Maria de Filippi e Rudy Zerbi e con il 76% delle preferenze della giuria popolare.

Al termine della puntata c'è una "mini-semifinale" per decidere 5 dei finalisti: i concorrenti si sfidano tra loro e in ogni sfida i giudici decidono chi far passare in Finale; di seguito le sfide (in verde i concorrenti che passano e in rosso quelli che vengono eliminati).
| Primo Sfidante     | Secondo Sfidante |
| ------------------ | ---------------- |
| Enzo Weyne         | James More       |
| S.I.O.             | Marco Motta      |
| Benjamin Beneventi | Fair Play Crew   |
| Daniele Panini     | Luca Liberini    |
| Matteo Galbusera   | The Passing Zone |

In chiusura di puntata va in onda un filmato con tutti i finalisti rendendo noto che, per motivi ignoti, Emy Vauthy e Saulo Sarmiento (che sono passati direttamente in finale) non potranno essere presenti e che saranno sostituiti da altri due concorrenti:
| Nome artista    |
| --------------- |
| Bert & Fred     |
| Umberto Carpani |

- All'inizio della Finale viene annunciato che Enzo Weyne, per motivi personali, non potrà essere presente in Finale.

## Finale
Qui sono riportati i concorrenti che accedono alla finalissima del programma, compresi coloro che hanno avuto il 100% positivo della giuria popolare e i 4 vale dei giudici alle Audizioni.
| Nome artista                | Genere                       |
| --------------------------- | ---------------------------- |
| Edson D'Alessandro          | Cantante                     |
| Tesla FX                    | Performer con l'elettricità  |
| Josè Ramos                  | Giocoliere                   |
| Patisso, Giovannoni & Murgo | Saltano sul tappeto elastico |
| Rialcris                    | Atleti di mano a mano        |
| Team Turbolenza             | Skydivers                    |
| Harmony Trio                | Pianiste                     |
| Cirque Eloize               | Circensi                     |
| I Super Papà                | Ballerini                    |
| Marco Motta                 | Ginnasta                     |
| Benjamin Beneventi          | Giocoliere comico            |
| Luca Liberini               | Cantante                     |
| The Passing Zone            | Performers                   |
| Bert & Fred                 | Circensi comici              |
| Umberto Carpani             | Mago                         |

- I 15 concorrenti sono stati divisi in 3 gruppi da 5 e, al termine di ogni cinquina, è stato aperto il televoto: il primo classificato è andato avanti nella gara, il secondo avrà la possibilità di essere ripescato, mentre gli altri sono stati eliminati. Di seguito le cinquine:

### Prima cinquina
| Posizione | Nome artista     | Voti ricevuti (%) |
| --------- | ---------------- | ----------------- |
| 1°        | I Super Papà     | 42%               |
| 2°        | Cirque Eloize    | 41%               |
| 3°        | Josè Ramos       | 12%               |
| 4°        | Team Turbolenza  | 3%                |
| 5°        | The Passing Zone | 2%                |

### Seconda cinquina
| Posizione | Nome artista                | Voti ricevuti (%) |
| --------- | --------------------------- | ----------------- |
| 1°        | Rialcris                    | 31%               |
| 2°        | Luca Liberini               | 26%               |
| 3°        | Harmony Trio                | 19%               |
| 4°        | Patisso, Giovannoni & Murgo | 15%               |
| 5°        | Benjamin Beneventi          | 9%                |

### Terza cinquina
| Posizione | Nome artista       | Voti ricevuti (%) |
| --------- | ------------------ | ----------------- |
| 1°        | Umberto Carpani    | 31%               |
| 2°        | Edson D'Alessandro | 29%               |
| 3°        | Marco Motta        | 27%               |
| 4°        | Tesla FX           | 7%                |
| 5°        | Bert & Fred        | 6%                |

### Ripescaggio
Dopo, i cinque giudici, esprimendo un voto a testa, hanno deciso chi ripescare tra i 3 secondi classificati: questo si unirà agli altri tre concorrenti per il televoto finale.
| Posizione | Nome artista       | Voti ricevuti |
| --------- | ------------------ | ------------- |
| 1°        | Edson D'Alessandro | 2+1           |
| 2°        | Cirque Eloize      | 2             |
| 3°        | Luca Liberini      | 1             |

### Televoto finale
Per concludere, si è aperto l'ultimo decisivo televoto fra i 4 concorrenti rimanenti che poi ha svelato il vincitore:
| Posizione | Nome artista       | Voti ricevuti (%) |
| --------- | ------------------ | ----------------- |
| 1°        | Edson D'Alessandro | 28%               |
| 2°        | Umberto Carpani    | 27%               |
| 3°        | I Super Papà       | 26%               |
| 4°        | Rialcris           | 19%               |

- Quindi il vincitore della terza edizione di Tú sí que vales è il cantante Edson D'Alessandro, seguito al secondo posto dal mago Umberto Carpani; medaglia di bronzo per I Super Papà.

## Classifica Finale
| Posizione | Nome artista                | Genere                       |
| --------- | --------------------------- | ---------------------------- |
| 1°        | Edson D'Alessandro          | Cantante                     |
| 2°        | Umberto Carpani             | Mago                         |
| 3°        | I Super Papà                | Ballerini                    |
| 4°        | Rialcris                    | Atleti di mano a mano        |
| 5°        | Cirque Eloize               | Circensi                     |
| 6°        | Luca Liberini               | Cantante                     |
| 7°        | Marco Motta                 | Ginnasta                     |
| 7°        | Harmony Trio                | Pianiste                     |
| 7°        | Josè Ramos                  | Giocoliere                   |
| 8°        | Patisso, Giovannoni & Murgo | Saltano sul tappeto elastico |
| 8°        | Tesla FX                    | Performer con l'elettricità  |
| 8°        | Team Turbolenza             | Skydivers                    |
| 9°        | Benjamin Beneventi          | Giocoliere comico            |
| 9°        | Bert & Fred                 | Circensi comici              |
| 9°        | The Passing Zone            | Performers                   |

## Scuderia Scotti
Durante tutte le puntate di Audizioni di questa edizione si esibiscono vari concorrenti dal discutibile, e a volte inesistente, talento. Gerry Scotti prende a cuore questi personaggi e sceglie i due migliori per farli esibire in finale. Questi i loro nomi:
| Nome artista      | Genere    |
| ----------------- | --------- |
| Emanuele Gregoris | Cantante  |
| Palmino Slongo    | Ballerino |

- Durante la Finale, dopo essersi riesibiti, vengono giudicati da Mara Venier che poi sceglie il vincitore, premiato dal giornalista Valerio Staffelli. La giurata decide che il campione della Scuderia Scotti è l'allegrissimo Palmino Slongo.

## Eventi particolari
- Durante la terza puntata, andata in onda l'8 ottobre 2016, c'è stato un lungo monologo di due donne, Nancy (la figlia di un uomo che ha ucciso la moglie e poi si è suicidato) e Sara (madre di una ragazza che è stata uccisa dall'ex-fidanzato), contro il femminicidio; alla fine tutti gli uomini presenti in sala (compresi Gerry Scotti, Teo Mammucari, Rudy Zerbi e il presentatore Simone Rugiati) si sono riuniti accanto alle due donne e insieme hanno pronunciato la frase: "Se questo è un uomo, io non sono un uomo".
- L'ottava puntata (l'ultima dedicata alle Audizioni) sarebbe dovuta andare in onda sabato 12 novembre, ma per problemi di palinsesto televisivo è stata rimandata di una settimana, ovvero al 19 novembre: di conseguenza anche la finalissima (in diretta), programmata per il 19 novembre, è stata spostata al 26 novembre.
- Emy Vauthy e Saulo Sarmiento, pur essendo passati direttamente in finale rispettivamente nella terza e nella quarta puntata, non hanno potuto esibirsi in finale per motivi ignoti (probabilmente lavorativi) e sono stati sostituiti da Bert & Fred e Umberto Carpano.
- Enzo Weyne, pur avendo superato le semifinali, non ha partecipato alla finale del programma per motivi personali. I finalisti, per questa ragione, sono rimasti in 15.

## Ascolti
| Puntata                      | Messa in onda     | Telespettatori | Share  |
| ---------------------------- | ----------------- | -------------- | ------ |
| 1                            | 24 settembre 2016 | 3 658 000      | 20,16% |
| 2                            | 1º ottobre 2016   | 3 813 000      | 21,55% |
| 3                            | 8 ottobre 2016    | 4 674 000      | 25,63% |
| 4                            | 15 ottobre 2016   | 4 636 000      | 23,89% |
| 5                            | 22 ottobre 2016   | 4 397 000      | 22,24% |
| 6                            | 29 ottobre 2016   | 4 892 000      | 24,88% |
| 7                            | 5 novembre 2016   | 5 281 000      | 25,93% |
| Semifinale                   | 19 novembre 2016  | 4 761 000      | 22,98% |
| Finale                       | 26 novembre 2016  | 5 100 000      | 27,53% |
| Media                        | Media             | 4 579 000      | 23,87% |
| Il meglio di Tú sí que vales | 3 dicembre 2016   | 3 268 000      | 16,50% |